# Hardcore Justice 2014 (agosto)
Hardcore Justice 2014 è stata la dodicesima edizione prodotta dalla federazione Total Nonstop Action Wrestling (TNA) e la seconda ad essere stata trasmessa in formato gratuito e non in pay-per-view. L'evento ha avuto luogo il 5 agosto 2014 presso il Grand Ballroom di New York nell'omonimo stato ed è stato trasmesso su Spike TV.

## Risultati
| # | Match                                                                                | Stipulazioni | Durata |
| - | ------------------------------------------------------------------------------------ | --- | ------ |
| 1 | Bram ha sconfitto Abyss                                                              | Stairway to Janice Ladder match                                                                                     | 08:30  |
| 2 | Samoa Joe (c) ha sconfitto Low Ki                                                    | Single match per il titolo TNA X Division Championship                                                              | 08:10  |
| 3 | Mr. Anderson ha sconfitto Samuel Shaw                                                | "I Quit" match | 05:50  |
| 4 | Gail Kim (c) ha sconfitto Angelina Love                                              | Last Man Standing match per il titolo TNA Knockout's Championship                                                   | 08:20  |
| 5 | Bobby Roode ed Eric Young hanno sconfitto Gunner, Austin Aries, Magnus e James Storm | Six Sides of Steel Cage match per il diventare il Number One Contender al titolo TNA World Heavyweight Championship | 12:00  |
|   | (c) = campione in carica al momento dell'inizio del match.                           | |        |